# Trizogeniates goyanus
Trizogeniates goyanus är en skalbaggsart som beskrevs av Ohaus 1917. Trizogeniates goyanus ingår i släktet Trizogeniates och familjen Rutelidae. Inga underarter finns listade i Catalogue of Life.